# Hotel Persona
Hotel Persona – brytyjsko-hiszpańsko-szwedzkie trio w składzie: Stefan Olsdal, David Amen i Javier Solo. Ten ostatni udziela się wokalnie w partiach hiszpańskojęzycznych. Debiutancki album został wydany w dwóch wersjach: dostępnej tylko w Hiszpanii „En Las Nubes” (premiera 5 maja 2008) i „In The Clouds”, która ukazała się 27 czerwca 2008 w pozostałych krajach. Wiosną 2008 roku zespół koncertował w Hiszpanii, wcześniej występowali głównie w Hiszpanii, Wielkiej Brytanii, Brazylii i Włoszech.

## En Las Nubes
1. Apocalipsis
2. +amor [con Alaska]
3. Quiero Volar
4. El Mar
5. Modern Kids [con Brian Molko]
6. Cada Dia [con Miguel Bose]
7. Addicted
8. Fantastica
9. Touch Me [con Samantha Fox]
10. Lullaby For Evan

## In The Clouds
1. Apocalypse
2. Fight For Love [con Alaska]
3. To The Light
4. The Sea
5. Modern Kids [feat. Brian Molko]
6. Cada Dia [feat. Miguel Bose]
7. Addicted
8. The Fantastic One
9. Touch Me [feat. Samantha Fox]
10. Lullaby For Evan

## Demo
- Addicted
- Apocalipsis
- Apocalypse
- Fantastica
- Fantastic One
- Fight For Love
- Modern Kids
- Quiero Volar
- To The Light
- The Sea

## Remiksy
- Lantana Siempre
- Placebo Infra-Red (b-side do singla „Infra-Red”)
- She Wants Revenge Tear You Apart

## Videoklipy
- Apocalipsis / Apocalypse
- To The Light